# نورث ریورساید (ایلینوی)
نورث ریورساید (به انگلیسی: North Riverside) یک روستا در ایالات متحده آمریکا است که در ایلینوی قرار دارد. نورث ریورساید ۴٫۲۶ کیلومتر مربع مساحت و ۶٬۶۷۲ نفر جمعیت دارد.